# Max Degenhart
Max Degenhart (* 14. April 1910 in München; † 10. Mai 1974 ebenda) war ein deutscher Jurist und Fachbuchautor. Er war von der 27. bis zur 34. Auflage einer der Bearbeiter des BGB-Gesetzeskommentars Palandt.

## Leben und Wirken
Nach dem Studium der Rechte und Promotion in Erlangen trat Degenhart in den bayerischen Justizdienst ein, wo er zunächst am Amtsgericht Augsburg tätig wurde. Er war Soldat im Zweiten Weltkrieg, zuletzt als Oberleutnant an der Ostfront. Nach der Entnazifizierung kehrte er 1951 wieder in den Justizdienst zurück und wurde am Landgericht München I, am Oberlandesgericht München und am Bayerischen Obersten Landesgericht tätig, wo er als Senatspräsident im Mai 1972 in den Ruhestand trat.
Der rechtswissenschaftlichen Öffentlichkeit wurde Degenhart als Kommentator der sachenrechtlichen Bestimmungen des BGB im Gesetzeskommentar Palandt (27.–34. Auflage) und als Kommentator in dem von Richard Zöller herausgegebenen Kommentar zur Zivilprozessordnung bekannt.
Die Ludwig-Maximilian-Universität in München ernannte Degenhart 1967 zum Honorarprofessor.
Sein Sohn Christoph Degenhart ist ein deutscher Staats- und Verwaltungsrechtler.